# كريستال هونغ
كريستال هونغ (بالإنجليزية: Crystal Hoang)‏ هي ممثلة أمريكية، ولدت في 8 مارس 1988 في دالاس في الولايات المتحدة.

## وصلات خارجية
- كريستال هونغ على موقع IMDb (الإنجليزية)
- كريستال هونغ على موقع قاعدة بيانات الفيلم (الإنجليزية)